# Кодронджанос
Кодронджа̀нос (на италиански: Codrongianos; на сардински: Codronzanu, Кодрондзану) е село и община в Южна Италия, провинция Сасари, автономен регион и остров Сардиния. Разположено е на 317 m надморска височина. Населението на общината е 1374 души (към 2010 г.).